# Boulevard Saint-Denis
Il boulevard Saint-Denis segna il confine fra il II e il III arrondissement a sud e il X a nord. Si tratta della parte dei Grands Boulevards compresa fra la porte Saint-Martin e la Porta Saint Denis. È lungo 210 m e largo 37 m.
È servito dalla stazione  Strasbourg - Saint-Denis della metropolitana di Parigi.

## Storia
Come l'insieme dei Grands Boulevards è stato costruito sulle vestigia della cinta muraria di Carlo V, quando fu abbattuta verso il 1660.

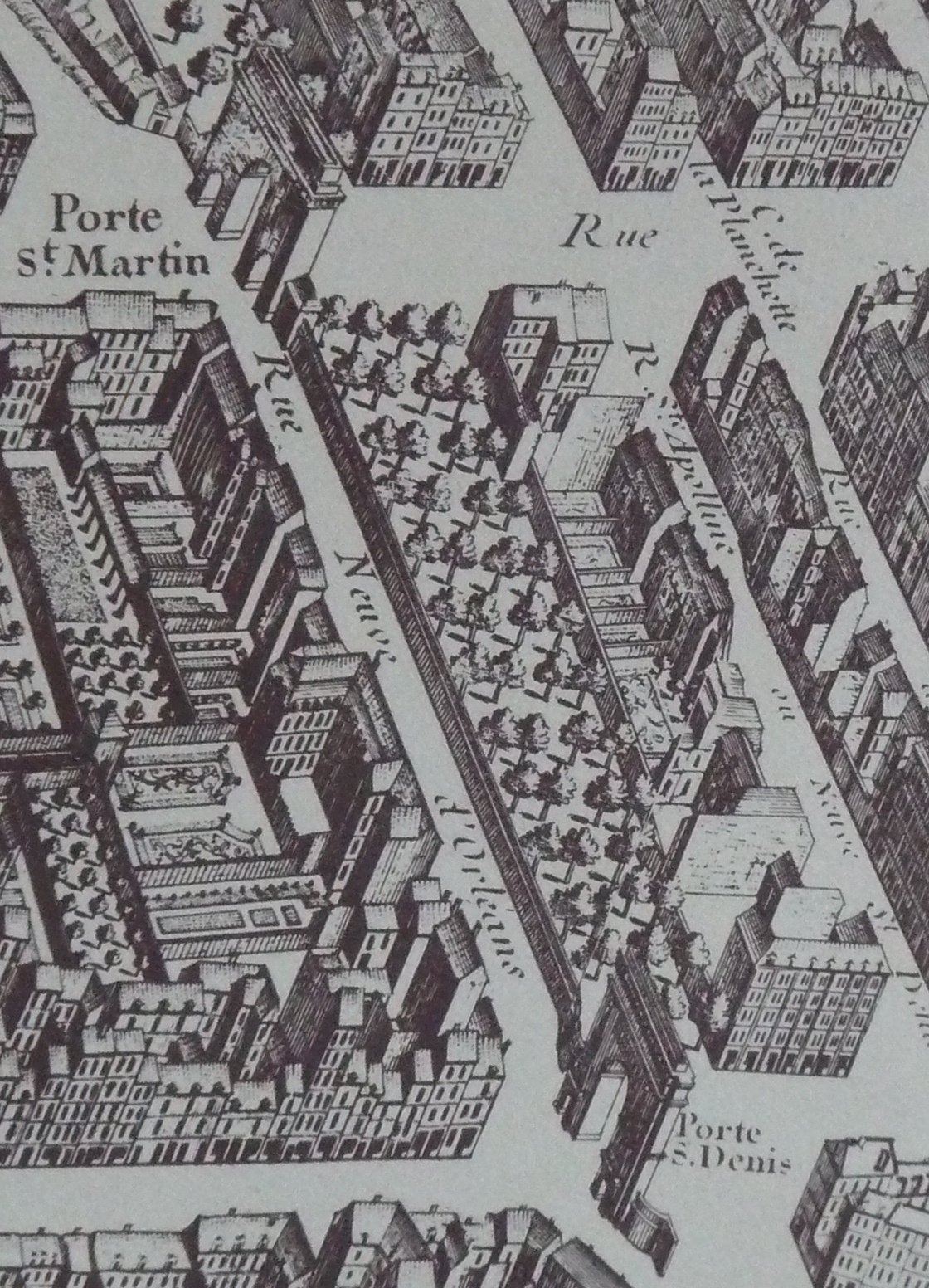
Il boulevard e la rue Neuve d'Orléans sul Plan de Turgot

Le case site dal lato settentrionale dipendevano dalla rue Neuve-d'Orléans, che, più bassa, ne era stata separata da un muro di sostegno esistente dal XVI secolo. Il muro venne distrutto in occasione dei grandi lavori di livellamento intrapresi nel 1826 e la rue Neuve-d'Orléans venne integrata nel boulevard.

## Luoghi da segnalare
- Porta Saint Martin, classificata monumento storico di Francia[2].
- Porte Saint-Denis, classificata monumento storico di Francia [3]